# Canton de Rocheservière
Le canton de Rocheservière est une ancienne division administrative française, située dans le département de la Vendée et la région Pays de la Loire.

## Composition
Le canton de Rocheservière regroupait les communes suivantes :
- L’Herbergement ;
- Mormaison ;
- Rocheservière (chef-lieu) ;
- Saint-André-Treize-Voies ;
- Saint-Philbert-de-Bouaine ;
- Saint-Sulpice-le-Verdon.

### Intercommunalité
Le canton de Rocheservière recouvrait l’intégralité de la communauté de communes du Canton-de-Rocheservière.

## Représentation

### Conseillers généraux de 1833 à 2015
| Période | Période      | Identité                                              | Étiquette    | Qualité                                                                                            |
| ------- | ------------ | ----------------------------------------------------- | ------------ | -------------------------------------------------------------------------------------------------- |
| 1833    | 1848         | Jean André Fresnier (1777-1854)                       |              | Propriétaire, maire de Mormaison                                                                   |
| 1848    | 1852         | Charles Lubin de Baudry d'Asson                       |              | Propriétaire à Rocheservière                                                                       |
| 1852    | 1856 (décès) | Jean-Baptiste Jollet (1802-1856)                      |              | Propriétaire à Rocheservière, conseiller d'arrondissement                                          |
| 1856    | 1871         | Armand Mercier des Rochettes                          |              | Notaire, maire de Rocheservière                                                                    |
| 1871    | 1875 (décès) | Henri Daviau                                          |              | Propriétaire, maire de Rocheservière                                                               |
| 1875    | 1884         | Félix Nœau                                            | Républicain  | Notaire à Rocheservière                                                                            |
| 1884    | 1890 (décès) | Félix Marie de La Grandière (1820-1890)               | Monarchiste  | Propriétaire à Rocheservière                                                                       |
| 1890    | 1922         | Louis de La Grandière (1858-1922) (fils du précédent) | Conservateur | Officier de cavalerie Maire de Rocheservière                                                       |
| 1922    | 1940         | Alfred Lefeuvre (1862-1946)                           | Conservateur | Ingénieur des Arts et Manufactures Maire de Rocheservière Président du conseil général (1928-1936) |
|         |              |                                                       |              | |
| 1945    | 1973         | Pierre Lefeuvre (1898-1983, fils du précédent)        | MRP puis CD  | Maire de Rocheservière                                                                             |
| 1973    | 1987 (décès) | Martial Caillaud (1921-1987)                          | CD puis UDF  | Maire de L’Herbergement (1965-1987)                                                                |
| 1987    | 2004         | Pierre Geay (1922-2013)                               | RPR puis UMP | Proviseur de lycée retraité Maire de Saint-Sulpice-le-Verdon                                       |
| 2004    | 2015         | Alain Lebœuf                                          | DVD          | Cadre supérieur du secteur privé Maire de Rocheservière (2001-2012) Député (2012-2017)             |

### Conseillers d'arrondissement (de 1833 à 1940)
| Période                                  | Période      | Identité                     | Étiquette    | Qualité |
| ---------------------------------------- | ------------ | ---------------------------- | ------------ | --- |
| 1833                                     | 1852         | Jean Baptiste Jollet         |              | Propriétaire à Rocheservière                                                                                |
|                                          |              |                              |              | |
| av.1865                                  | 1875 (décès) | Frédéric Guitter (1806-1875) |              | Docteur en médecine, conseiller municipal de Rocheservière                                                  |
|                                          |              |                              |              | |
| av.1919                                  | 1940         | Léon Gouraud (1881-1949)     | Conservateur | Propriétaire à Saint-Sulpice-le-Verdon, Président du Conseil d'arrondissement                               |
| 1940                                     |              |                              |              | Les conseils d'arrondissement ont été suspendus par la loi du 12 octobre 1940 et n'ont jamais été réactivés |
| Les données manquantes sont à compléter. |              |                              |              | |